# Kanton Troyes-4
Der Kanton Troyes-4 ist ein französischer Wahlkreis im Département Aube in der Region Grand Est. Er umfasst einen Teilbereich der Gemeinde Troyes und drei weitere Gemeinden im Arrondissement Troyes und hat sein bureau centralisateur in Troyes. Im Rahmen der landesweiten Neuordnung der französischen Kantone wurde er im Frühjahr 2015 etwas verkleinert.

## Gemeinden

### Seit 2015
Der Kanton besteht aus vier Gemeinden und Gemeindeteilen mit insgesamt 22.131 Einwohnern (Stand: 1. Januar 2022) auf einer Gesamtfläche von 23,21 km²:
| Gemeinde                 | Einwohner 1. Januar 2022 | Fläche km² | Dichte Einw./km² | Code INSEE | Postleitzahl |
| ------------------------ | ------------------------ | ---------- | ---------------- | ---------- | ------------ |
| Pont-Sainte-Marie        | 5.202                    | 3,99       | 1.304            | 10297      | 10150        |
| Saint-Julien-les-Villas  | 6.752                    | 5,26       | 1.284            | 10343      | 10800        |
| Saint-Parres-aux-Tertres | 3.214                    | 11,82      | 272              | 10357      | 10410        |
| Troyes                   | 6.963                    | 2,14       | 3.254            | 10387      | 10000        |
| Kanton Troyes-4          | 22.131                   | 23,21      | 954              | 1015       | –            |

1. ↑   Nur der östliche Teil der Gemeinde, der Rest verteilt sich auf die Kantone Troyes-1, Troyes-2, Troyes-3 und Troyes-5.

### Bis 2015
Vorher bestand der Kanton aus fünf Gemeinden und jeweils einem Teil von Troyes und der Kommune La Chapelle-Saint-Luc:
| Gemeinde                 | Einwohner 1. Januar 2022 | Fläche km² | Dichte Einw./km² | Code INSEE | Postleitzahl |
| ------------------------ | ------------------------ | ---------- | ---------------- | ---------- | ------------ |
| La Chapelle-Saint-Luc    | 12.603                   | 10,48      | 1.203            | 10081      | 10600        |
| Barberey-Saint-Sulpice   | 1.551                    | 9,36       | 166              | 10030      | 10600        |
| Le Pavillon-Sainte-Julie | 278                      | 22,93      | 12               | 10281      | 10350        |
| Payns                    | 1.396                    | 16,97      | 82               | 10282      | 10600        |
| Saint-Lyé                | 2.867                    | 32,70      | 88               | 10349      | 10180        |
| Troyes                   | 62.443                   | 13,20      | 4.731            | 10387      | 10000        |
| Villeloup                | 129                      | 16,31      | 8                | 10414      | 10350        |

Er besaß vor 2015 außerdem einen anderen INSEE-Code als heute, nämlich 1029.

## Politik
| Vertreter im Departementrat | Vertreter im Departementrat  | Vertreter im Departementrat |
| Amtszeit                    | Namen                        | Partei                      |
| --------------------------- | ---------------------------- | --------------------------- |
| 1994–2015                   | Danièle Boeglin              | DVD                         |
| 2015–2021                   | Catherine Brégeaut Marc Bret | UDI DVG                     |
| 2021–                       | Catherine Brégeaut Marc Bret | RE DVG                      |

## Bevölkerungsentwicklung
| 1975 | 1982 | 1990   | 1999   | 2006   | 2011   | 2016   |
| ---- | ---- | ------ | ------ | ------ | ------ | ------ |
|      |      | 12.527 | 11.663 | 16.856 | 17.581 | 21.616 |